# Ernest Huet
Edouard Hernest Hüet (Paris, [1820/1822] – Cidade do México, 10 de janeiro de 1882) foi um professor e poliglota francês. Dedicou sua vida a propagar e lecionar a língua de sinais para a população surda. Na França, fundou uma escola para surdos na cidade de Bourges. No Brasil (a convite do Imperador Dom Pedro II - 1855) e no México, foi pioneiro no ensino da língua de sinais: no Rio de Janeiro, fundou o Imperial Instituto de Surdos-Mudos (1857), o atual Instituto Nacional de Educação de Surdos (INES); e na Cidade do México fundou a Escola Municipal de Surdos-Mudos.
Fisicamente, foi descrito como "um senhor de cabelos ruivos, pele branca, testa larga, olhos azuis, com olhar enérgico e doce; usava óculos no nariz adunco, bigodes compridos e queixo largo.".
Era surdo, e além de se comunicar utilizando a língua francesa de sinais, também conseguia se expressar pela escrita, e verbalmente por meio de quatro idiomas: francês, alemão, espanhol e português.

## Primeiros anos
Nasceu em uma família da nobreza francesa — seu pai possivelmente foi um conde. Apesar disso, passou por dificuldades financeiras durante a vida — inclusive brigou com o governo do México para que o pagassem salários pendentes do ano de 1867. Não há certeza sobre a data de nascimento exata de Hüet, já que é possível encontrar documentos fazendo referência a dois anos: 1820 e 1822.

### Surdez
Há duas versões sobre a causa de sua surdez. A primeira versão é que Hüet era surdo desde seu nascimento, como afirmam os que o conheceram pessoalmente. A segunda versão é confirmada pela sua bisneta e por alguns autores brasileiros, que afirmam que ele ficou surdo entre os 12 e 13 anos de idade, devido ao Sarampo.

### Estudos
Estudou e se formou professor no Instituto Nacional de Surdos-Mudos de Paris (construído e financiado por Charles Michel De L'Épée), instituição pioneira e conhecida como a "capital do mundo surdo" na época.
Após terminar os estudos, fundou em Bourges uma escola para surdos, por volta de 1848.

## Casamento
Em 1851, se casou com uma alemã chamada Catalina Brodeke, mulher que também se tornou professora de estudantes surdos. Imigraram para o Brasil em 1852, e tiveram dois filhos: Maria (nascida em 1854) e Pedro Adolfo (nascido em 1856). Ambos os filhos trabalharam durante muitos anos na educação dos surdos.